# デジモンテイマーズ シングルベストパレード
『デジモンテイマーズ シングルベストパレード』は、テレビアニメ、デジモンテイマーズの楽曲を集めたコンピレーション・アルバム。

## 収録曲
1. The Biggest Dreamer (3:51) 歌:和田光司
作詞:山田ひろし、作曲:太田美知彦、編曲:太田美知彦
OPテーマ。
2. My Tomorrow (4:28) 歌:AiM
作詞:松木悠、作曲:大久保薫、編曲:大久保薫
EDテーマ(1 - 23話)。
3. いっしょがいいね (6:01) 歌:デジモンテイマーズ
作詞:大森祥子、作曲:太田美知彦、編曲:太田美知彦
4. 風 (3:51) 歌:和田光司
作詞:和田光司、作曲:大久保薫、編曲:渡部チェル
挿入歌(23話)。
5. EVO (3:40) 歌:WILD CHILD BOUND
作詞:大森祥子、作曲:渡部チェル、編曲:渡部チェル
挿入歌(5・6・8・10 - 12・14 - 22・27 - 29・32・34・43 - 44・51話)。
6. ひまわり (3:53) 歌:AiM
作詞:ai、作曲:樫原伸彦、編曲:樫原伸彦
挿入歌(24話)。
7. One Vision (4:11) 歌:谷本貴義
作詞:山田ひろし、作曲:太田美知彦、編曲:太田美知彦
挿入歌。
8. SLASH!! (3:59) 歌:太田美知彦
作詞:山田ひろし、作曲:太田美知彦、編曲:太田美知彦
挿入歌(2 - 5・10 - 11・15・17・23・29・31・38 - 39・47 - 48・50話)。
9. Flagile Heart (5:11) 歌:AiM
作詞:ai、作曲:近藤昭雄、編曲:近藤昭雄
挿入歌(40話)。
10. 3 Primary Colors (4:42) 歌:テイマーズ
作詞:山田ひろし、作曲:太田美知彦、編曲:太田美知彦
挿入歌(9・51話)。
11. Days -愛情と日常- (Thanks Version 1) (5:37) 歌:AiM
作詞:うらん、作曲:大久保薫・うらん、編曲:大久保薫
EDテーマ(21 - 51話)。EDの長いバージョン。
12. 夕陽の約束 (3:24) 歌:牧野留姫(声:折笠富美子)
作詞:泉川そら、作曲:泉川そら、編曲:阿部靖広
初回盤のみ収録のボーナス・トラック。牧野留姫の声優、折笠富美子が歌ったバージョン(原曲はAiM)。